# Utah Parks Company Service Station
L'Utah Parks Company Service Station est une station-service dans le comté de Garfield, dans l'Utah, aux États-Unis. Située au sein du parc national de Bryce Canyon, elle est elle-même inscrite au Registre national des lieux historiques depuis le 25 avril 1995.